# Cyprinodon brontotheroides
Cyprinodon brontotheroides是辐鳍鱼纲鲤齿目鲤齿亚目鲤齿鳉科中的一种魚，它也是巴哈马圣萨尔瓦多岛的高盐湖泊中的一種特有物種。該物種目前暂无中文译名。

## 擴展閱讀
維基物種上的相關：Cyprinodon brontotheroides